# Enginyeria antisísmica

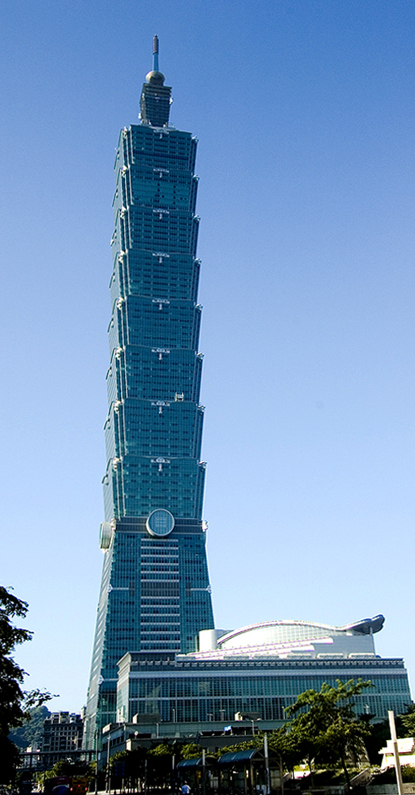
Taipei 101, equipat amb un amortidor de massa, va ser el gratacel més alt del món.

L'enginyeria antisísmica és l'estudi del comportament dels edificis i les estructures subjectes a càrregues sísmiques. És el conjunt de l'enginyeria estructural i civil. Una autoritat en la mitigació dels riscos sísmics, el professor del Caltech George W. Housner és àmpliament conegut com el pare del camp modern en l'enginyeria sísmica. Per igual el professor John Blume, de la Universitat Stanford, qui ha contribuït a l'estudi de la dinàmica de les estructures, ha guanyat el títol de el pare de l'enginyeria sísmic.

## Principals objectius
Els principals objectius de l'enginyeria sísmica són:
- Entendre la interacció entre els edificis i la infraestructura pública amb el subsòl.
- Preveure les potencials conseqüències de forts terratrèmols en àrees urbanes i els seus efectes en la infraestructura.
- Dissenyar, construir i mantenir estructures que resisteixin a l'exposició d'un terratrèmol, més enllà de les expectacions i en total compliment dels reglament de construcció.

Una estructura apropiadament dissenyada no necessita ser extraordinàriament forta o cara. Les més poderoses i costoses eines per a l'enginyeria sísmica són les tecnologies de control de la vibració i en particular, l'aïllament de la base o fonamentació.

## Sistemes de protecció

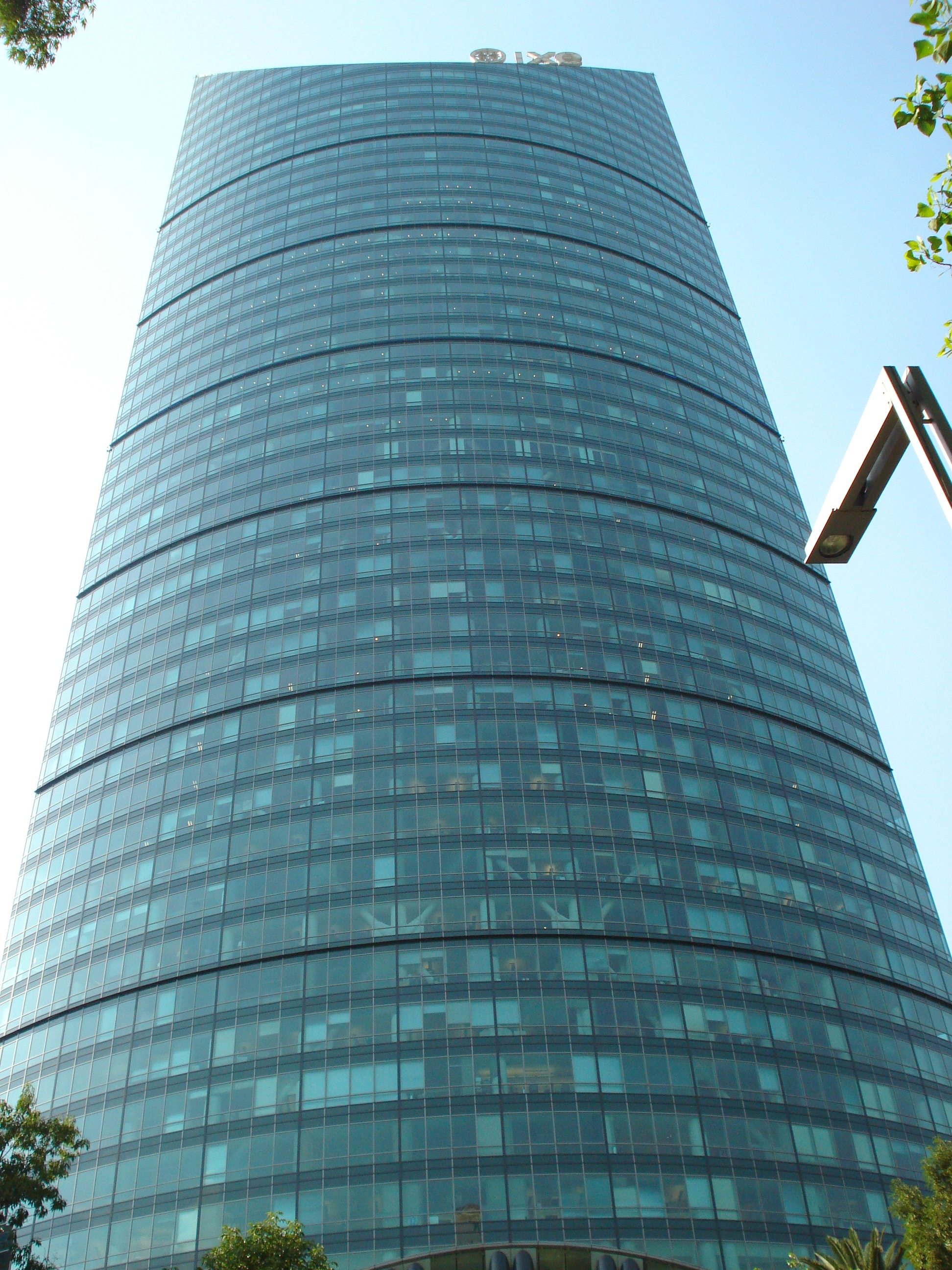
Torre Mayor (Ciutat de Mèxic), va ser el primer gratacel al món a comptar amb amortidors sísmics, compta amb 98 amortidors que alliberen silici per dissipar l'energia devastadora d'un terratrèmol, és considerat l'edifici més fort del planeta.

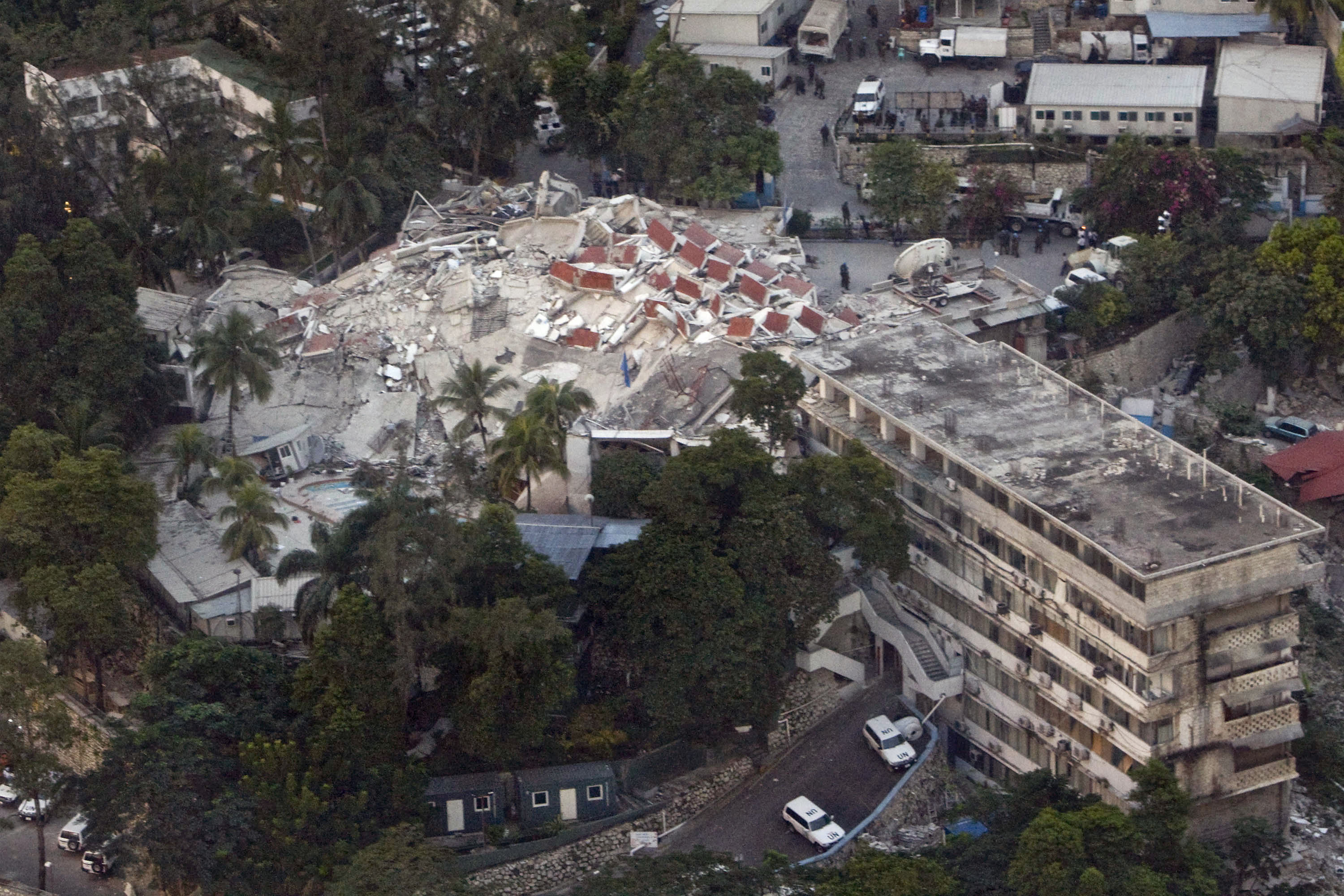
La seu de l'ONU a Port-au-Prince després del terratrèmol d'Haití.

Aïllament sísmic a la part dreta

Els sistemes de protecció són tècniques que s'incorporen a les estructures per millorar la seva resistència i/o capacitat per sobreviure a un sisme sense col·lapsar. L'energia que rep una estructura durant un terratrèmol pot ser suportada de tres maneres diferents:
- Per resistència: Consisteix a dimensionar els elements estructurals de tal manera que tinguin suficient resistència per suportar les càrregues sísmiques sense trencar-se. Aquest mètode requereix unes sobredimensions força importants dels elements estructurals i té alguns riscos de trencament fràgil.
- Per ductilitat: Consisteix a dimensionar els elements de tal manera que part de l'energia del sisme sigui dissipada per deformacions plàstiques dels mateixos elements estructurals. Això implica que l'estructura rebrà danys en cas de sisme, però sense arribar a col·lapsar. Redueix el risc de trencament fràgil i la dimensió necessària dels elements estructurals és força menor.
- Per dissipació: Consisteix a introduir a l'estructura elements la finalitat dels quals és dissipar l'energia rebuda durant un terratrèmol, i que no tenen una funció resistent durant la resta de la vida normal de l'edifici. Hi ha principalment tres tipus de sistemes de dissipació:[2]

### Aïllament sísmic
Per  aïllament sísmic  es coneix la tècnica de desacoblar l'edifici del sòl. L'energia provinent del terratrèmol no penetra en l'edifici, ja que aquest està aïllat del sòl.

### Dissipació passiva d'energia
Són tècniques que permeten donar un amortiment suplementari mitjançant elements que absorbeixen l'energia del terratrèmol, evitant que aquesta faci mal a l'edifici. Aquests elements anomenats amortidors poden ser de molt diferent manera: d'oli, de metall, visco-elàstics, viscosos ... En alguns casos els amortidors poden quedar inservibles després de l'impacte sísmic.

### Dissipació activa d'energia
Són elements que absorbeixen l'energia per desplaçament d'elements preparats per a això. Seria el cas de l'amortidor de massa del Taipei 101 que realitza un desplaçament per absorbir l'energia del vent sobre l'estructura o el sisme.
Un mateix edifici pot barrejar diverses tècniques per suportar un sisme. La capacitat final d'un edifici ben plantejat de suportar energia sísmica és la suma de les energies que pot suportar cadascun dels apartats anteriors.

## Comportament sísmic
El comportament davant de terratrèmols defineix la capacitat d'una estructura per mantenir les seves funcions principals, com la seguretat i serviciabilitat, en i després d'una exposició sísmica determinada. Normalment, una estructura es considera segura si no posa en perill la vida i el benestar de les persones que s'hi troben o al seu voltant en ensorrar-se parcialment o totalment. Una estructura es pot considerar útil si és capaç de complir les funcions operatives per a les quals va ser dissenyada.
Els conceptes bàsics de l'enginyeria sísmica, implementats als principals codis de construcció, assumeixen que un edifici ha de sobreviure a un terratrèmol molt greu i poc freqüent patint danys significatius, però sense ensorrar-se globalment. D'altra banda, ha de romandre operatiu per a esdeveniments sísmics més freqüents però menys severs.

### Avaluació del comportament sísmic
Els enginyers necessiten conèixer el nivell quantificat del comportament sísmic real o previst associat amb el dany directe a un edifici individual sotmès a una sacsejada del terreny especificada.
Aquesta avaluació es pot fer de forma experimental o analítica.

#### Avaluació experimental
Les avaluacions experimentals són proves costoses que solen realitzar-se col·locant un model (a escala) de l'estructura en una taula vibratòria que simula les sacsejades de la terra i observant-ne el comportament. Aquest tipus d'experiments es van fer per primer cop fa més d'un segle. Només recentment ha estat possible fer proves a escala 1:1 en estructures completes.
A causa de la naturalesa costosa d‟aquestes proves, tendeixen a utilitzar-se principalment per comprendre el comportament sísmic de les estructures, validar models i verificar mètodes d‟anàlisi. Així, doncs, una vegada validats adequadament, els models computacionals i els procediments numèrics tendeixen a suportar la major part de la càrrega per a l'avaluació del comportament sísmic de les estructures.

#### Avaluació analítica/numèrica

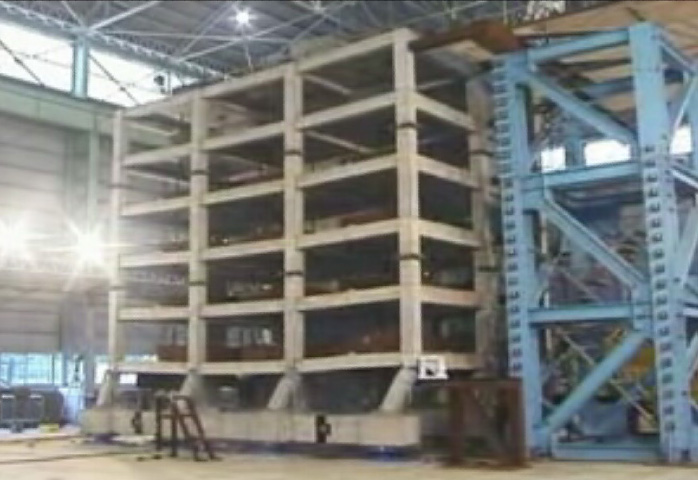
Foto d'un vídeo de l'assaig destructiu en una taula vibratòria d'una maqueta d'un edifici de sis pisos de formigó no-dúctil.

L'anàlisi sísmica estructural és una poderosa eina de l'enginyeria sísmica que utilitza el modelatge detallat de l'estructura juntament amb mètodes d'anàlisi estructural per obtenir una millor comprensió del comportament sísmic de les estructures d'edificis i estructures no edificades. La tècnica com a concepte formal és un desenvolupament relativament recent.
En general, l'anàlisi estructural sísmica es basa en els mètodes de dinàmica estructural. Durant dècades, l'instrument més destacat d'anàlisi sísmica ha estat el mètode de l'espectre de resposta davant terratrèmols, que també va contribuir al concepte de codi de construcció proposat actualment.
No obstant això, aquests mètodes només són bons per a sistemes elàstics lineals, sent sobre manera incapaços de modelar el comportament estructural quan apareixen danys (és a dir, sense linealitat). La integració pas a pas numèrica va demostrar ser un mètode d'anàlisi més efectiu per a sistemes estructurals de múltiples graus de llibertat sense linealitat significativa sota un procés transitori d'excitació de moviment del terreny. L'ús del mètode dels elements finits és un dels enfocaments més comuns per analitzar models informàtics d'interacció sòl-estructura no lineals.
Bàsicament, l'anàlisi numèrica es duu a terme per avaluar el comportament sísmic dels edificis. Les avaluacions del comportament es duen a terme generalment mitjançant l'anàlisi estàtica no lineal pushover o l'anàlisi no lineal temps-història. En aquestes anàlisis, és essencial aconseguir un modelatge no lineal precís dels components estructurals, com bigues, pilars, unions biga-columna, murs de tallant, etc. Així doncs, els resultats experimentals tenen un paper important en la determinació dels paràmetres de modelització dels components individuals, especialment aquells que estan subjectes a deformacions no lineals significatives. A continuació, els components individuals s'acoblen per crear un model no lineal complet de l'estructura. Els models creats així s'analitzen per avaluar el comportament dels edificis.
Les capacitats del programari d'anàlisi estructural són una consideració important en el procés anterior, ja que restringeixen els possibles models de components, els mètodes d'anàlisi disponibles i, el que és més important, la robustesa numèrica. Aquesta última es converteix en una consideració important per a les estructures que s'aventuren en el rang no lineal i s'acosten al col·lapse global o local, ja que la solució numèrica esdevé cada cop més inestable i, per tant, difícil d'assolir. Hi ha diversos programes informàtics comercials d'anàlisi per elements finits, com CSI-SAP2000 i CSI-PERFORM-3D, MTR/SASSI, Scia Engineer-ECtools, ABAQUS i Ansys, que es poden utilitzar per avaluar el comportament sísmic dels edificis. A més, hi ha plataformes d'anàlisi d'elements finits basades en la investigació, com OpenSees, MASTODON, que es basa en MOOSE Framework, RUAUMOKO i les antigues DRAIN-2D/3D, diverses de les quals són ara de codi obert.

## Disseny sismorresistent
El disseny sisme resistent es basa en procediments, principis i criteris d'enginyeria autoritzats destinats a dissenyar o readaptar estructures subjectes a exposició sísmica. Aquests criteris són només coherents amb l'estat contemporani dels coneixements sobre estructures d'enginyeria sísmica. Per tant, un disseny d'edifici que segueixi exactament les normes del codi sísmic no garanteix la seguretat contra el col·lapse o els danys greus.
El preu dun mal disseny sísmic pot ser enorme. No obstant això, el disseny sísmic sempre ha estat un procés d'assaig i error tant si es basava en lleis físiques com en el coneixement empíric del comportament estructural de diferents formes i materials.

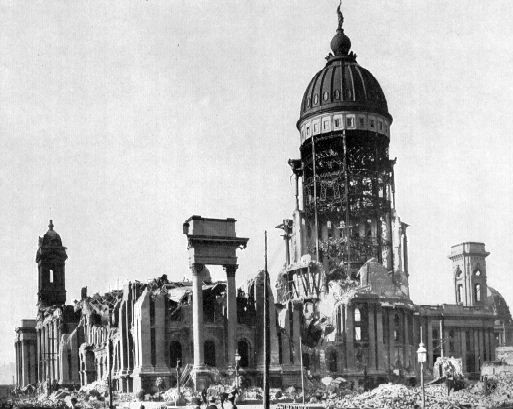
Ajuntament de San Francisco destruït pel terratrèmol de 1906 i l'incendi.

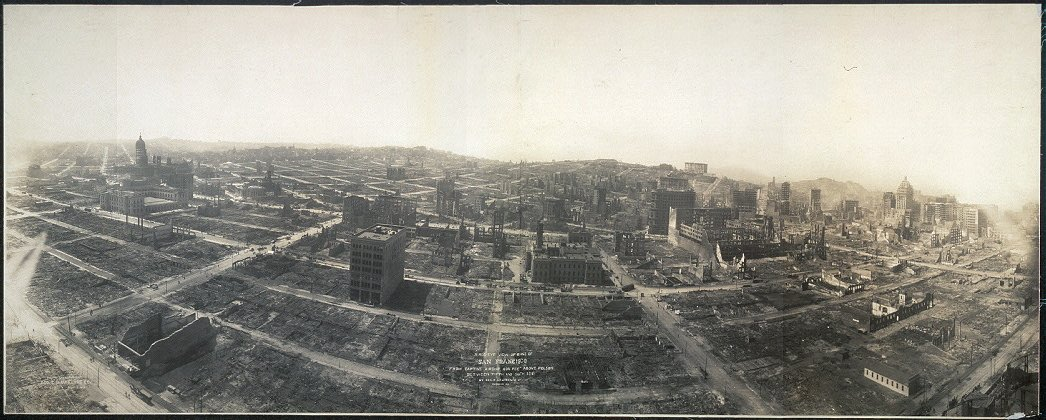
Ruïnes de San Francisco després del terratrèmol de San Francisco de 1906 i l'incendi subsegüent.

Per poder dur a terme disseny d'estructures antisísmiques o avaluació sísmica de projectes d'enginyeria civil nous i existents, un enginyer ha de, normalment, aprovar un examen sobre Principis Sísmics que, a l'Estat de Califòrnia, inclouen:
- Dades sísmiques i criteris de disseny sísmic
- Característiques sísmiques dels sistemes d'enginyeria
- Forces sísmiques
- Procediments d'anàlisi sísmica
- Detallat sísmic i control de qualitat de la construcció

Per construir sistemes estructurals complexos, el disseny sísmic utilitza en gran manera el mateix nombre relativament petit d'elements estructurals bàsics (per no parlar dels dispositius de control de vibracions) que qualsevol projecte de disseny no sísmic.
Normalment, d'acord amb els codis de construcció, les estructures es dissenyen per "resistir" el terratrèmol més gran de certa probabilitat que és probable que es produeixi en la seva ubicació. Això significa que la pèrdua de vides humanes s'ha de minimitzar evitant el col·lapse dels edificis.
El disseny sísmic es duu a terme mitjançant la comprensió dels possibles modes de falla d'una estructura i dotant l'estructura de la resistència, rigidesa, ductilitat adequades, i configuració de les estructures per garantir que aquestes maneres no es produeixin.

## Enginyeria antisísmica a Espanya
A Espanya les zones de major risc sísmic es troben en Andalusia Oriental, Múrcia i Comunitat Valenciana, i en Canàries a causa que són illes volcàniques. Per a la construcció d'edificis en aquestes regions és d'obligat compliment la norma de construcció sismoresistent NCSE-02.